# Quantum bogodynamics
Quantum bogodynamics (z ang., dosłownie bogodynamika kwantowa albo ściemodynamika kwantowa) jest żartobliwą, sformułowaną w środowiskach hakerskich parodią mechaniki kwantowej, opisującą wszechświat przez pryzmat oddziaływań fikcyjnych cząstek elementarnych, bogonów (przez analogię do nazewnictwa rzeczywistych cząstek elementarnych, np. mezonów; ale też od angielskiego słowa bogus, oznaczającego bezwartościową bzdurę).
Teoria ta zakłada istnienie trzech zasadniczych zjawisk:
1. Źródeł emitujących bogony (jak np. politycy, sprzedawcy używanych samochodów, telewizyjni kaznodzieje i prowadzący programów telezakupowych),
2. Pochłaniaczy bogonów (podatnicy, a także np. sprzęt komputerowy),
3. Zróżnicowanych pól bogonowych.

Oddziaływania między tymi zjawiskami mają wyjaśniać wiele zdarzeń codziennego życia społecznego (zwłaszcza biurowego), a także występowanie usterek sprzętu komputerowego: oddziaływanie bogonów na ludzi i urządzenia powoduje napady bezmyślności u tych pierwszych i awarie drugich (mogące w obu przypadkach prowadzić do wtórnych emisji bogonów). 
Bogon miałby posiadać antycząstkę, której nazwa stanowiłaby wciąż przedmiot dyskusji. Część badaczy opowiada się rzekomo za przyjęciem nazwy cluon (co można przetłumaczyć jako pojęcion), podczas gdy inni określają ją mianem validonu (właściwonu).
Bogosity jest żartobliwą wielkością fizyczną opisującą stopień, w jakim coś jest nieprawdą bądź brednią. Wyrażana jest ona w nazwanych na cześć wybitnego badacza sztucznej inteligencji Douglasa Lenata, mikrolenatach (lenat miałby być jednostką zbyt dużą dla większości praktycznych zastosowań; wyjątek stanowią obserwacje niezwykle silnych źródeł bogonów).
Bogodynamika kwantowa odzwierciedla przywiązanie środowisk hakerskich do racjonalnego myślenia, jak również ich niechęć względem władz, autorytetów i form bez treści. 